# Curva di Trott
La curva di Trott è una curva algebrica piana descritta dall'equazione cartesiana
{\displaystyle 144(x^{4}+y^{4})-225(x^{2}+y^{2})+350x^{2}y^{2}+81=0}, proposta da Trott nel 1997 .
In geometria algebrica, il numero di rette bitangenti delle quartiche è 28. Tali bitangenti appartengono al piano proiettivo complesso. La peculiarità della curva di Trott è di essere un esempio di quartica relativamente alla quale tutte e 28 le rette bitangenti sono reali. La curva di Trott è simmetrica rispetto a riflessione rispetto all'asse delle incognite, delle ascisse, della bisettrice del primo e quarto quadrante e della bisettrice del secondo e quarto quadrante. Essa è, inoltre, simmetrica rispetto a rotazioni, rispetto all'origine degli assi, di angoli multipli interi di 90°. La curva di Trott ha, inoltre, la caratteristica di essere una curva M, una curva con il massimo grado di componenti connesse che una curva del suo grado possa avere (vedi Teorema di Harnack).